# Valentino Bompiani
Valentino Silvio Bompiani (Ascoli Piceno, 27 de septiembre de 1898 - Milán, 23 de febrero de 1992), editor, escritor y dramaturgo italiano, fundador de la editorial que lleva su nombre.

## Biografía
Durante el fascismo no podían publicarse en Italia autores europeos modernos e imperaba un asfixiante academicismo. Bompiani fundó en 1929 la editorial que lleva su nombre. En ella inició, todavía en periodo de guerra, el proyecto más importante que ha caracterizado a su empresa, el Dizionario Bompiani delle opere e dei personaggi di tutti i tempi e di tutte le letterature cuyo primer volumen apareció en 1947; esta magna obra se verá completada con el Dizionario Bompiani degli Autori. La importancia de estos títulos fue reconocida con el patrocinio de la UNESCO y el hecho, más significativo, de que no pueden faltar en ninguna biblioteca del mundo. En 1930 creó la colección Letteraria, donde aparecieron obras de Massimo Bontempelli, Cesare Zavattini, Alberto Moravia, Elio Vittorini, Corrado Alvaro, Archibald Joseph Cronin, John Steinbeck; en 1934 la colección filosófica Idee nuove bajo la dirección de Antonio Banfi, que publicó obras de Oswald Spengler, Simmer, Nicola Abbagnano... También publicó Americana, antología de escritos de autores norteamericanos (1942).
Posteriormente dirigió, durante casi un ventenio, entre 1953 y 1971, una de las escasas revistas italianas de teatro, Sipario, siempre con abiertos horizontes. Vendió su editorial en 1972 a los Fratelli Fabbri y ahora forma parte del grupo Rizzoli.

## Escritos
Sobre su actividad como editor escribió tres libros, Via privata (1971), Dialoghi a distanza (1986) e Il mestiere dell'editore (1988). Su extraordinario interés por el teatro le hizo introducirse en él estrenando en 1931 L'amante virtuosa, de tonos existenciales.  Alcanzó su mayor éxito con Albertina: tre atti a tempi scomposti (1945), que muestra la dolorosa separación de dos esposos durante la Segunda Guerra Mundial. Lamento d'Orfeo se estrenó en 1961. Su obra teatral ha sido recogida en tres volúmenes: Tre commedie d'amore, Tre commedie di disamore: La conchiglia all'orecchio, Paura di me, Anche i grassi hanno l'onore (1980), Tre commedie di confusione, en Edizioni Cappelli.
- Datos: Q1052458
- Multimedia: Valentino Bompiani / Q1052458